# Hársing László
Hársing László (Budapest, 1920. október 27. – Budapest, 1995. április 8.) magyar belgyógyász, nefrológus, az orvostudományok kandidátusa (1955), az orvostudományok doktora (1969).

## Élete
Apja Hársing Gábor (1880–1948) postaaltiszt, anyja Amfer Rozália (1885–1960) volt. Középiskolai tanulmányait a Budapesti XIV. kerületi Magyar Királyi Állami Szent István Gimnáziumban végezte, ahol 1938-ban jeles eredménnyel érettségizett. A budapesti Pázmány Péter Tudományegyetem Orvostudományi Karán 1944. november 4-én avatták orvosdoktorrá. 1945–1946-ban vegyészeti tanulmányokat folytatott. 1950-ben belgyógyászatból szakorvosi képzettséget szerzett.
1944 és 1950 között a Pázmány Péter Tudományegyetem I. sz. Belgyógyászati Klinikájának gyakornokaként kezdte meg pályáját. 1950. május 1-től az Élettani Intézet egyetemi tanársegéde, 1950. október 1-től 1958-ig egyetemi adjunktusa, 1958. május és 1971 között egyetemi docense, 1971. július 1-től 1974. június 30-ig egyetemi tanára volt. 1974. július 1-től 1990. június 30-ig a Kórélettani Intézetet vezette.
1966 és 1982 között betöltötte a Magyar Élettani Társaság főtitkári, 1982-től 1990-ig elnöki posztját.
Vesefiziológiai és patológiai kérdésekkel, valamint a testnedvek szabályozásával foglalkozott. 

### Családja
Első felesége 1944–1953 között Erdős Edit, az Egyesített Gyógyszergyár kutatóvegyésze. Elvált. Második házastársa 1954-től Vajjai Edit kozmetikus.
Gyermekei:
- Hársing Judit (1945)
- Hársing László Gábor (1947) orvos, neurokémikus, az MTA doktora
- Hársing Mónika (1961)

## Művei
- Tubuláris tényezők a dehidrációs azotaemiák létrejöttében. Bálint Péterrel, Gömöri Pállal. (Orvosi Hetilap, 1948. 21., angolul: Tubular Factors in the Development of Extrarenal Azotemia. Nature, 1949)
- Nádcukor-injekció által okozott tubuláris azotaemia. Bálint Péterrel, Lenner Marianne-nal. (Orvosi Hetilap, 1948. 28.)
- Hypersalaemiás eredetű tubuláris azotaemia. Bálint Péterrel, Lenner Marianne-nal, Rusznyák Istvánnal. (Orvosi Hetilap, 1948. 28.)
- Hypersalaemia and Tubular Azotemia. Többekkel. (Experientia, 1949)
- Vizelet nélküli clearance meghatározás. Bálint Péterrel, Lenner Marianne-nal. (Kísérletes Orvostudomány, 1949)
- Élettani alapismeretek. Egyetemi jegyzet. (Budapest, 1951)
- Kísérletes vizsgálatok a testnedvek térfogatának renális szabályozásáról. Kandidátusi értekezés. (Budapest, 1954)
- Laboratóriumi asszisztensek tankönyve. Szerk. Alföldy Zoltánnal. (Budapest, 1954)
- A tubuláris transzport in vitro vizsgálata. – Akut experimentális nephropathiák. – Az antidiuretikus aktivitás meghatározása. – Kémiai anyagok hatása a veseműködésre. György Lajossal. – Szövetszeletek víz- és elektrolitfelvételének in vitro vizsgálata. (A kísérleti orvostudomány vizsgáló módszerei. I–III. köt. Budapest, 1954–1957)
- Hypothermia és hybernatio. Véghelyi Péterrel, Kabát Máriával, Kövér Györggyel, Fonyody Lajosnéval. (Orvosi Hetilap, 1955. 1.)
- Prevention of Renal Lesions Due to Ischaemia. László K.-val, Véghelyi Péterrel. (Lancet, 1956)
- Effect of Hypertonic Solutions on Renal Blood Flow and Glomerular Filtration Rate. Többekkel. – Effect of Hypertonic Infusions on Renal Haemodynamics. Többekkel. (Acta Physiologica, 1957)
- Az ember anatómiája és élettana. Egészségügyi szakiskolai tankönyv. Donáth Tiborral, Munkácsi Istvánnal. (Budapest, 1957, 2. kiadás. 1958)
- Total Exchangeable Sodium in Haemorrhagic Shock. Többekkel. (Lancet, 1958)
- Biológiai és élettani alapismeretek. Kiszely Györggyel. (Gyógyszerész továbbképzés. Budapest, 1958)
- Verhalten der austauschbaren Na-Menge im hämorrhagischen Schock. Többekkel. (Acta Medica, 1959)
- Hypothermia hatása az insulin-térre. Többekkel. (Kísérletes Orvostudomány, 1961)
- The Role of ADH in the Renal Concentration Mechanism. (Excerpta Medica, 1962)
- Funkcionális anatómia. Egyetemi jegyzet. (Budapest, 1962)
- Effect of Papaverine on the Renal Circulation. Kövér Györggyel, Mályusz Miklóssal. (Excerpta Medica, 1963)
- A szív és keringés élettana. – A légzés élettana. (Az élettan tankönyve. Budapest, 1965, 2. kiadás. 1968, németül: 1963)
- Az ember élettana. Monográfia. Ill. Takács Edit. 8 táblával. (Budapest, 1965)
- Az izolált vese működése. Többekkel. (Kísérletes Orvostudomány, 1965)
- A vesén átáramló vér mennyiségének és intrarenális megoszlásának meghatározása 86Rb-akkumuláció alapján. Többekkel. (MTA V. Osztályának Közleményei, 1966)
- Adatok az in situ és izolált vese autoregulációjához. Kövér Györggyel, Tomka N.-nel. (Kísérletes Orvostudomány, 1966)
- Renal Circulation during Stop Flow in the Dog. Szántó G.-vel, Bartha J.-vel. (American Journal of Physiology, 1967)
- A carotis pulsus görbe első deriváltjának felhasználása a szívizom contractilitas változásának meghatározására. Többekkel. (Orvosi Hetilap, 1968. 7.)
- Az intrarenalis keringés aktuális problémái. Doktori értekezés. (Budapest, 1968)
- Haemodynamics and Function of the Isolated Kidney in Osmotic Diuresis. Többekkel. (Acta Physiologica, 1969)
- Élettan, kórélettan – gyógyszerészeknek. Egyetemi jegyzet. Szerk. (Budapest, 1971)
- Kórélettani előadások. I–II. kötet. Összeáll. (Budapest, 1975)
- Effect of Carotid Occlusion on Intrarenal Haemodynamics. Bartha J.-vel, Hársing L. Gáborral. (Acta Medica, 1976)
- Effect of Renal Vasodilatation on Intrarenal Blood Flow Distribution. Többekkel. (Acta Physiologica, 1979)
- Effect of Suramin – Bayer 205 – on Renal Ornithine Decarboxylase Activity and Polyamine Concentrations in Rats. Többekkel. (Biochemical and Biophysical Research Communications, 1979)
- Effect of Unilateral Ureteral Obstruction on Renal Polyamine Levels in Rats. Többekkel. (Experientia, 1981)
- Simultaneous Activation of Coagulation and Fibrinolysis after Severe Renal Ischemia in Rats. Losonczy G.-vel. (Nephron, 1982)
- Pattern of Renal Growth and Compensatory Hypetrophy during Development in Rats. A Mathematical Approach. Baranyi K.-val, Posch E.-vel. (Kidney International, 1982)
- Kórélettan. Egyetemi tankönyv. Kesztyűs Loránddal. Budapest, 1982

## Díjai, elismerései
- Érdemes orvos (1963)
- Akadémiai Díj (1965)
- MOTESZ Díj (1989)
- Magyar Köztársaság Aranykoszorúval Díszített Csillagrendje (1990)

## Emlékezete
- Hársing László-díj